# Rio Tekezé
O Rio Tekezé, ou rio Tacaze, é um dos principais rios da Etiópia, forma parte da fronteira ocidental do país com a Eritreia em um trecho de seu curso. O rio também é conhecido como rio Setit na Eritreia, oeste da Etiópia e leste do Sudão. De acordo com materiais publicados pela Agência Central de Estatística da Etiópia, o rio Tekezé River possui 608 km de extensão. O cânion criado pelo rio é o mais profundo de toda a África e um dos mais profundos do mundo, possuindo, em alguns pontos, profundidade acima de 2 000 metros.
O Tekezé nasce na região central do Planalto Etíope, próximo ao Monte Qachen, no interior do distrito histórico de Lasta, de onde flui para oeste, norte e  oeste novamente, formando parte da fronteira oeste da Etiópia com a Eritreia, desde a confluência do rio Tomsa com o rio Tekezé, nas coordenadas 14° 11′ N, 37° 31,7′ L, até a tríplice fronteira entre estes dois países e o Sudão, nas coordenadas 14° 15,4′ N, 36° 33,6′ L.. Após adentrar o nordeste do Sudão, em 14° 10′ N, 36° 00′ L, o Tekezé junta-se ao Rio Atbarah, cujo curso inferior é um afluente do rio Nilo. O Tekezé talvez seja o verdadeiro curso superior do Atbarah, uma vez que o primeiro segue um curso mais longo antes da confluência dos dois rios.
Os principais afluentes do Tekezé na Etiópia a partir de sua fonte são: 
- margem direita: Tahali, Meri, Tellare, Sullo, Arekwa, Gheoa, Wari, Firafira, Tocoro e Gumalo;
- margem esquerda: Nili, Balagas, Saha, Bembea, Ataba, Zarima e Kwalema.